# گیوم بوشه
گیوم بوشه (به فرانسوی: Guillaume Bouchet) نویسنده قرن شانزدهم میلادی اهل فرانسه است.